# Freddy Van Gaever
Freddy Van Gaever (Berchem, 19 juni 1938 - Antwerpen, 15 december 2017) was een Belgisch zakenman en politicus voor Vlaams Belang.

## Levensloop

### Jeugd
Na zijn secundaire studies ging hij studeren aan de Universiteit Antwerpen, waar hij in 1961 afstudeerde als licentiaat in de handels- & maritieme wetenschappen. Vervolgens studeerde hij aan het Limburgs Universitair Centrum (LUC) alwaar hij in 1995 het diploma Master in Tourism behaalde. Reeds in zijn studentenjaren was hij actief in het maatschappelijk middenveld. Zo zat hij samen met Wilfried Martens in het Comité van Leiding van de Vlaamse Vereniging van Studenten (VVS).

### Bedrijfsleven
Hij bouwde een loopbaan uit in de toeristische, de transport- en de luchtvaartsector. Hij begon zijn carrière als chauffeur in het transportbedrijf van zijn vader en richtte in 1963 zijn eigen transportbedrijf Freddytrans, die richtte op het ontwikkelen van containers. In 1966 verkocht hij zijn bedrijf aan de firma Tracto en nadien werd hij actief in de luchtvaartsector. In 1966 lag hij mee aan de basis van Delta Air Transport (later SN Brussels Airlines, nu Brussels Airlines), dat regionale vluchten ging uitvoeren op de luchthaven van Deurne, en waarvan hij de eerste afgevaardigd beheerder werd. In 1974 verliet Van Gaever het bedrijf nadat hoofdaandeelhouder Compagnie maritime belge onder druk van Sabena het aantal chartervluchten van de luchthavenfirma werd teruggedrongen.
Nadien maakte hij opnieuw een uitstap naar de transportsector en was hij van 1975 tot 1980 bedrijfsleider bij de Franse groep Onatra, dat uitgroeide tot een van de marktleiders van de Europese transportsector. Hij verliet het bedrijf na een reorganisatie en was nadien actief bij European Air Transport (nu DHL Express Belgium) en de luchtvaartmaatschappijen IPEC en Transavia. In maart 1989 richtte hij de Antwerpse luchtvaartmaatschappij Frevag Airlines op, dat echter niet van de grond kwam door tegenwerking van de Regie der Luchtwegen.
In 1992 stichtte Van Gaever de luchtvaartmaatschappij VLM Airlines, die vanuit de Internationale Luchthaven Antwerpen lijnvluchten ging uitvoeren naar Londen en andere internationale bestemmingen. Door de dure kosten die hiermee gepaard gingen, werden vanaf 1993 nieuwe aandeelhouders aangetrokken en in september 1996 werd de leiding over VLM Airlines overgenomen door de Nederlandse ondernemer Jaap Rosen Jacobson. Van Gaever bleef nadien nog twee jaar aan als gedelegeerd bestuurder van het bedrijf, tot in 1998 aan de kant werd geschoven.
Na het faillissement van Sabena in november 2001 probeerde Van Gaever een eigen Vlaamse luchtvaartmaatschappij op te richten, VG Airlines (later Delsey Airlines). Dit bedrijf - dat slechts een jaar bestond - nam reeds bij aanvang een slechte start nadat er problemen bleken met de aflevering van een Air Operator Certificate (AOC), nadat Van Gaever te laat was geweest met het afleveren van de benodigde documenten zoals een businessplan voor de opstart op 1 maart 2002. Tot eindelijk de eerste vlucht vertrok, slechts 15 dagen later dan gepland, met name op 15 maart van dat jaar. Vanwege financiële problemen ging de firma uiteindelijk in november 2002 failliet.
Van Gaever was ook actief in de reisbureausector en nam in 1989 Jumbo's Reizen in Deurne over, dat hij in 1998 verkocht aan Jaap Rosen Jacobson. Van 1993 tot 2002 zetelde hij tevens in de raad van bestuur van de Vereniging van Vlaamse Reisbureaus (VVR). Voorts was hij actief in de voetbalwereld als afgevaardigd bestuurder van de voetbalclub Berchem Sport, een functie die hij uitoefende van 1998 tot 2000.
Als Vlaamsgezind ondernemer was hij een van de personen achter de denkgroep Pro Flandria en werkte hij mee aan de RTBF-reportage Bye Bye Belgium over de onafhankelijkheid van Vlaanderen.

### Politiek engagement
In 2004 stapte hij in de politiek als verruimingskandidaat voor het Vlaams Blok, nadien Vlaams Belang, die hij al sinds de oprichting financieel ondersteunde. Bij de derde rechtstreekse Vlaamse verkiezingen van 13 juni 2004 werd hij verkozen in de kieskring Antwerpen. Hij bleef Vlaams volksvertegenwoordiger tot eind juni 2007 en was secretaris van de commissie Openbare Werken, Mobiliteit en Energie en vast lid van de commissie Economie, Werk en Sociale Economie, waarna hij in het Vlaams Parlement werd opgevolgd door Frank Creyelman en zelf de overstap maakte naar de Senaat, waar hij van juli 2007 tot juni 2010 als gecoöpteerd senator zetelde en deel uitmaakte van de commissie Financiën en Economische Aangelegenheden. Op lokaal politiek niveau was hij van 2007 tot 2012 gemeenteraadslid van Wommelgem. Na de zware verkiezingsnederlaag van het Vlaams Belang in mei 2014 stelde Van Gaever zich nog kandidaat voor het voorzitterschap van de partij, maar hij trok zijn kandidatuur vlak voor de stembusgang in, waarop Tom Van Grieken werd verkozen tot voorzitter van Vlaams Belang.
Als een van de grootste gangmakers binnen het Vlaams Belang van de Forza Flandria was hij aanwezig bij de oprichting van Lijst Dedecker, maar in tegenstelling tot medeverruimer Jurgen Verstrepen maakte hij de overstap niet. Van Gaever onderhield ook goede banden met Hugo Coveliers van VLOTT.
Van Gaever was actief binnen de Vlaamse Beweging en hield zich in de politiek hoofdzakelijk bezig met thema's zoals transport (hij pleitte bijvoorbeeld voor langsnuiten), economische zaken (hij was voorstander van een inperking van de sociale uitkeringen) en de media (hij wilde een eigen Vlaamsgezinde rechtse krant opstarten).
Freddy Van Gaever legde zich ook toe op het schrijven van boeken, waarvan de meeste door Uitgeverij Egmont uitgegeven werden. Het gaat om Voetbal, een feest?, Volksvertegenwoordiger, een feest?, Lod, Zestig rode rozen, Luchtvaart, een feest? en Het leven heeft geen prijs. Zijn zevende boek Wegtransport, een feest? is nog niet uit. Als Vlaams Belanger werd hij geboycot door de reguliere uitgevers, om dit te omzeilen publiceerde hij onder het pseudoniem Frank Dewia. Deze naam was een samentrekking van de drie toenmalige VB-kopstukken met name Frank Vanhecke, Filip Dewinter en Gerolf Annemans.

### Privé
Hij was gehuwd en had drie kinderen. Van Gaever overleed op 79-jarige leeftijd aan kanker.